# امباتوفیناندراهانا
امباتوفیناندراهانا (به لاتین: Ambatofinandrahana) یک سکونتگاه مسکونی در ماداگاسکار است که در آمورونئی مانیا واقع شده‌است.